# Florian Wacker

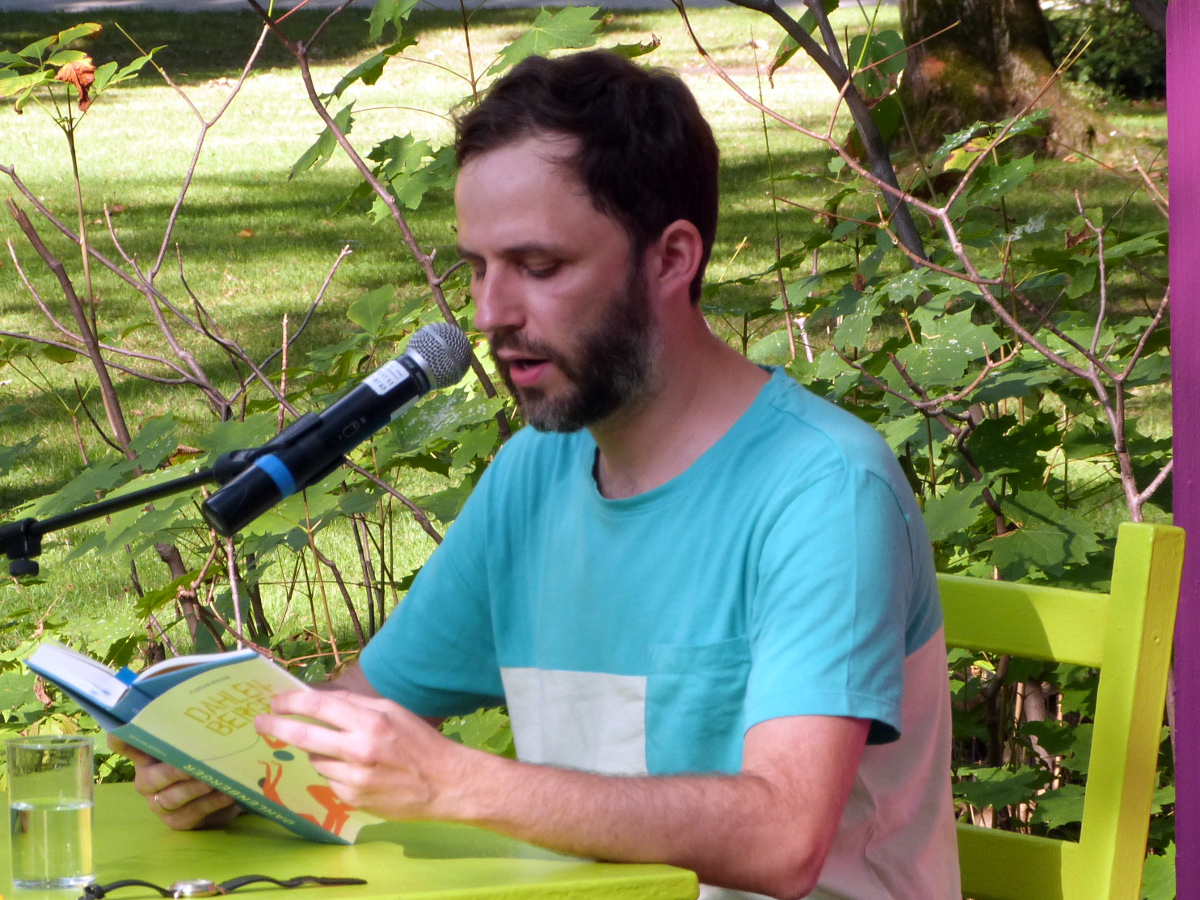
Florian Wacker, Erlanger Poetenfest 2015

Florian Wacker (* 1980 in Stuttgart) ist ein deutscher Schriftsteller.

## Leben
Während und nach einer Ausbildung zum Heilerziehungspfleger und dem Studium der Heilpädagogik arbeitete Florian Wacker in der Behindertenhilfe, der Kinder- und Jugendpsychiatrie und der Jugendhilfe.
Von 2010 bis 2014 studierte er am Deutschen Literaturinstitut Leipzig. 2010 war er 2. Preisträger beim MDR-Literaturpreis, gewann 2013 den Nachwuchspreis beim Literaturpreis Wartholz und erhielt 2015 den Limburg-Preis. 2017 war er Stadtschreiber für Kinder- und Jugendliteratur der Stadt Mannheim. 2018 erhielt er für sein Romanprojekt Dikson den Robert-Gernhardt-Preis.
2014 erschien sein Erzählband Albuquerque, 2015 folgte das Jugendbuch Dahlenberger, das mit dem Oldenburger Kinder- und Jugendbuchpreis ausgezeichnet wurde. 2018 erschien der Roman Stromland, 2021 der Roman Weiße Finsternis. Sein Theaterstück Wolfserwartungsland wurde 2018 am Schauspiel Leipzig uraufgeführt. Der Roman Zebras im Schnee erschien 2024 und stand im selben Jahr im Mittelpunkt des Lesefestivals Frankfurt liest ein Buch.
Florian Wacker lebt in Frankfurt am Main und arbeitet als freier Autor und Webdesigner.

## Auszeichnungen
- 2010: 2. Preisträger MDR-Literaturpreis
- 2011: Werkstattstipendium der Jürgen Ponto-Stiftung
- 2013: Arbeitsstipendium der Kulturstiftung des Freistaates Sachsen
- 2013: Nachwuchspreis Literaturpreis Wartholz
- 2013: 3. Preisträger Schwäbischer Literaturpreis
- 2014: Arbeitsstipendium der Kunststiftung Baden-Württemberg
- 2014: Finalist PROSANOVA-Literaturwettbewerb
- 2015: Limburg-Preis
- 2015: 2. Preisträger Schwäbischer Literaturpreis
- 2015: Oldenburger Kinder- und Jugendbuchpreis für Dahlenberger
- 2017: Stadtschreiber für Kinder- und Jugendliteratur der Stadt Mannheim
- 2018: Robert-Gernhardt-Preis

## Werke

### Eigenständige Veröffentlichungen
- Albuquerque. Erzählungen. mairisch Verlag, Hamburg 2014, ISBN 978-3-938539-32-3.
- Dahlenberger. Verlagshaus Jacoby & Stuart, Berlin 2015, ISBN 978-3-942787-69-7.
- Stromland. Berlin Verlag, Berlin 2018, ISBN 978-3-8270-1360-6.
- Weiße Finsternis. Berlin Verlag, Berlin 2021, ISBN 978-3-8270-1434-4.
- Die Spur der Aale. Kriminalroman, Kiepenheuer & Witsch, Köln 2023, ISBN 978-3-4620-0345-1.
- Zebras im Schnee. Berlin Verlag, Berlin 2024, ISBN 978-3-8270-1486-3.
- Der goldene Tod. Kriminalroman, Kiepenheuer & Witsch, Köln 2024, ISBN 978-3-462-00346-8.
- Falsche Versprechen. Kriminalroman, Kiepenheuer & Witsch, Köln 2025, ISBN 978-3-462-00785-5.

### Theater
- Wolfserwartungsland. Verlag der Autoren, Frankfurt am Main 2018, ISBN 978-3-88661-387-8. UA: 23. März 2018 am Schauspiel Leipzig
- Eisbachwelle. UA: 24. April 2022 an der Schauburg München

### Anthologien und Literaturzeitschriften (Auswahl)
- Der Prinz. In: Konzepte Nr. 31, Bundesverband Junger Autorinnen und Autoren e. V., Bonn 2011, ISSN 0179-0676
- Die Erlösung. In: Carolin Beutel, Moritz Malsch (Hrsg.): Re-covered. Neue deutschsprachige Literatur. Verlag Lettrétage, Berlin 2013, ISBN 978-3-9812062-9-6.
- Andy. In: Bella triste 36, Sommer 2013
- Playa del sol. In: Das Magazin, April 2015
- Transit. In: Alexander Broicher (Hrsg.): Unbehauste. 23 Autoren über das Fremdsein. Nicolai Verlag, Berlin 2016, ISBN 978-3-89479-712-6.
- Taxifahrt. In: Florian Kessler (Hrsg.): Taxi Deutschland. Geschichten von der Straße. Hanser Verlag, München 2015, ISBN 978-3-446-25144-1.
- Gold. In: ]trash[pool 7, 2016
- Und vor mir Eddy Merckx. In: Miromente, 2018
- Mouse. In: SAND 19, 2019
- Cartagena. In: die horen 282, 2021
- Ja, Kinder. In: manuskripte 233, 2021